# NGC 3465
NGC 3465 (również PGC 33099 lub UGC 6056) – galaktyka spiralna (Sab), znajdująca się w gwiazdozbiorze Smoka. Odkrył ją William Herschel 2 kwietnia 1801 roku.
W galaktyce tej zaobserwowano supernowe SN 2004bc i SN 2006I.